# Пусковий підігрівник двигуна
Пускови́й підігрівни́к (підігріва́ч) двигуна́ (англ. block heater) — пристрій, що забезпечує прогрівання двигуна внутрішнього згоряння без його запуску. Переважно використовується на транспортних засобах для полегшення запуску двигуна в холодну пору року та у деяких випадках для розігрівання повітря в салоні (кабіні) транспортного засобу.
Залежно від способу отримання теплової енергії розрізняють три види пускових підігрівників: електричний, паливний й на базі акумулятора тепла.

## Електричні підігрівники
Електричні підігрівники належать до неавтономних пристроїв підігрівання. Винахідником електричного підігрівника двигуна вважається Ендрю Фрімен (англ. Andrew Freeman), котрий отримав у 1949 році патент на підігрівник охолодної рідини, який загвинчувався замість одного з болтів блока циліндрів. Згодом, електричні нагрівники набули поширення у північних країнах (Канада, Норвегія, Швеція, Фінляндія, північні штати США, Росія). В цих регіонах електричні підігрівники часто входять у стандартну комплектацію автомобілів, а розетки для підключення підігрівників встановлюються на автостоянках та багатоповерхових паркінгах}.

### Конструктивні особливості
Сучасні електричні підігрівники є складними системами, що складаються з декількох частин:
- електричний нагрівний елемент потужністю 500…5000 Вт, розташований в герметичному теплообміннику, що монтується в технологічні отвори системи охолодження двигуна або сполучається з нею за допомогою патрубків.
- електронний блок керування з таймером
- блок підзарядження акумуляторної батареї
- тепловентилятор для обігрівання салону автомобіля.
- додаткова помпа з електроприводом для забезпечення циркулювання охолодної рідини з метою швидшого та рівномірнішого прогрівання двигуна.

Провідними виробниками електричних підігрівників є фірми «Defa» (модель «WarmUp»), «Лидер» (модель «Северс»).

### Принцип роботи
Електричні пускові підігрівники підключаються до мережі змінного струму напругою 220 В. Принцип дії підігрівника ґрунтується на нагріванні охолодної рідини за допомогою електронагрівального елемента. Циркуляція охолодної рідини відбувається за рахунок того, що нагріта рідина завдяки конвекції піднімається у верхню частину сорочки охолодження, а холодніша опускається вниз. Підігрівачі такого принципу роботи вимагають установлення нагрівного елементу у найнижчу точку системи охолодження. У випадку наявності вбудованої помпи можна встановлювати підігрівник в будь-якому місці, при цьому нагрівання буде ефективнішим. Після досягнення заданої температури спрацьовує термореле, що відключає підігрівник, не допускаючи перегріву охолодної рідини. Це дозволяє залишати пристрій включеним на тривалий період.

## Паливні (автономні) підігрівники
Паливні пускові підігрівники двигуна є повністю автономними. Тому інша назва таких підігрівників — автономні підігрівники. Вони встановлюються в моторному відсіку автомобіля і можуть працювати на бензині, дизельному пальному чи газі.

### Конструктивні особливості
Основні компоненти рідинного пускового підігрівника:
- електронний блок керування підігрівником (контролер, який відслідковує температуру, ступінь перегрівання, подачу пального та повітря тощо)[5];
- паливний насос з паливопроводом[5];
- нагнітач повітря у камеру згоряння[5]
- «топка», що містить камеру згоряння, теплообмінник[5];
- циркуляційна помпа, що прокачує охолодну рідину[5];
- реле, що вмикає вентилятор штатної «пічки» для зігрівання салону;
- орган керування підігрівником (таймер, пульт дистанційного керування, GSM-модуль для запуску підігрівника через мобільний телефон)

Провідними виробниками паливних підігрівників є компанії «Webasto» (модель «TermoTop»), «Eberspacher» (модель «Hydronic»), «Теплостар» (модель «Бинар»).

### Принцип роботи
Після запуску підігрівника за посередництвом органів керування паливний насос підігрівника подає пальне з паливного бака автомобіля в камеру згоряння підігрівника. У камері згоряння паливо змішується з повітрям і запалюється свічкою розжарення. В результаті згоряння палива утворюється тепло, яке передається через стінки теплообмінника охолоджувальній рідині автомобіля. Насос підігрівача прокачує охолоджувальну рідину по малому контуру системи охолодження — водяній сорочці блоку циліндрів і штатному опалювачі салону. При досягненні заданої температури охолоджувальної рідини реле (за його наявності) включає вентилятор штатної «печі» для обігрівання салону. Рідинними підігрівниками не дозволяється користуватися в гаражах, які не обладнані системою вентиляції. Споживання палива становить близько 0,5 л/год в режимі повного навантаження.

### Переваги та недоліки
До переваг рідинних підігрівників зазвичай відносять можливість попасти в мороз в уже прогрітий салон автомобіля з розмороженими вікнами і відразу розпочати рух, не витрачаючи час на прогрівання. Крім цього збільшується ресурс двигуна, так як холодний запуск двигуна у більшій мірі знижує його ресурс. До недоліків належить висока ціна рідинних підігрівників.
До недоліків можна віднести той факт, що під час роботи, автономний підігрівник двигуна, циркуляційний насос, вентилятор салону автомобіля споживають електричний струм від акумуляторної батареї автомобіля. Якщо акумуляторна батарея автомобіля має занижену ємність — це може призвести до її швидкого розрядження.
Також можна використовувати автономні підігрівники при русі автомобіля для допомоги штатній системі обігріву в особливо холодну пору, коли автомобіль може просто вистигати на ходу. Особливо корисним це може виявитися для автомобілів з дизельним двигуном, теплотворна спроможність яких є нижчою. Багато автовиробників вже з конвеєра випускають автомобілі із встановленим автономним підігрівачем двигуна.

## Теплові акумулятори
Принцип дії теплових акумуляторів базується на накопиченні певного об'єму нагрітої охолодної рідини у спеціальному термосі, де вона зберігає свою температуру до двох діб. При запуску двигуна вміст термоса спеціальним насосом виводиться в малий контур системи охолодження, підігріваючи при цьому основну масу охолодної рідини на 15...20 градусів. Такі теплові акумулятори встановлюються, наприклад, на американську модифікацію гібридного автомобіля Toyota Prius.

## Підігрівники дизельного пального
Підігрівники дизельного пального призначені для підвищення його температури з метою розчинення парафінів, які виділяються в пальному за низьких температур. Працюють від акумулятора, а після запуску двигуна живляться від бортової мережі автомобіля. Зазвичай поділяються на підігрівники бандажного типу, що встановлюються на фільтр тонкого очищення пального, й підігрівники паливної магістралі. У свою чергу останні поділяються на проточні, що врізані у паливну систему й підігрівають пальне, яке проходить через контур підігрівника та стрічкові, у яких проблемні ділянки паливної магістралі обгортаються електрорезистивними підігрівними стрічками